# メノミニー郡 (ウィスコンシン州)
メノミニー郡（英: Menominee County）は、アメリカ合衆国ウィスコンシン州の北東部に位置する郡である。2010年国勢調査での人口は4,232人であり、2000年の4,562人から7.2%減少した。州内で人口最小の郡である。人口の90%近くがメノミニー族インディアンであり、ミシシッピ川より東部でインディアンが多数を占める唯一の郡である。郡庁所在地は国勢調査指定地域のケシーナ（人口1,262人）であり、同郡で人口最大の都市でもある。

## 歴史
メノミニー郡は1959年7月3日に設立された。州内では最も新しい郡になっている。これはメノミニー・インディアン居留地が1961年に閉鎖されることが予定されていた時期だった。インディアン居留地は1973年に現状復帰され、現在は郡と共存の形を採っている。郡内の土地の大半が、登録されたメノミニー族インディアンの専有のために連邦政府の信託に置かれている。居留地廃止の時代に売買が行われた土地や郡南東部、レジェンド湖周辺の多くの区画は、非インディアンが個人所有する土地になっている。

## 地理
アメリカ合衆国国勢調査局に拠れば、郡域全面積は365平方マイル (950 km2)であり、このうち陸地358平方マイル (930 km2)、水域は7平方マイル (18 km2)で水域率は1.93%である。

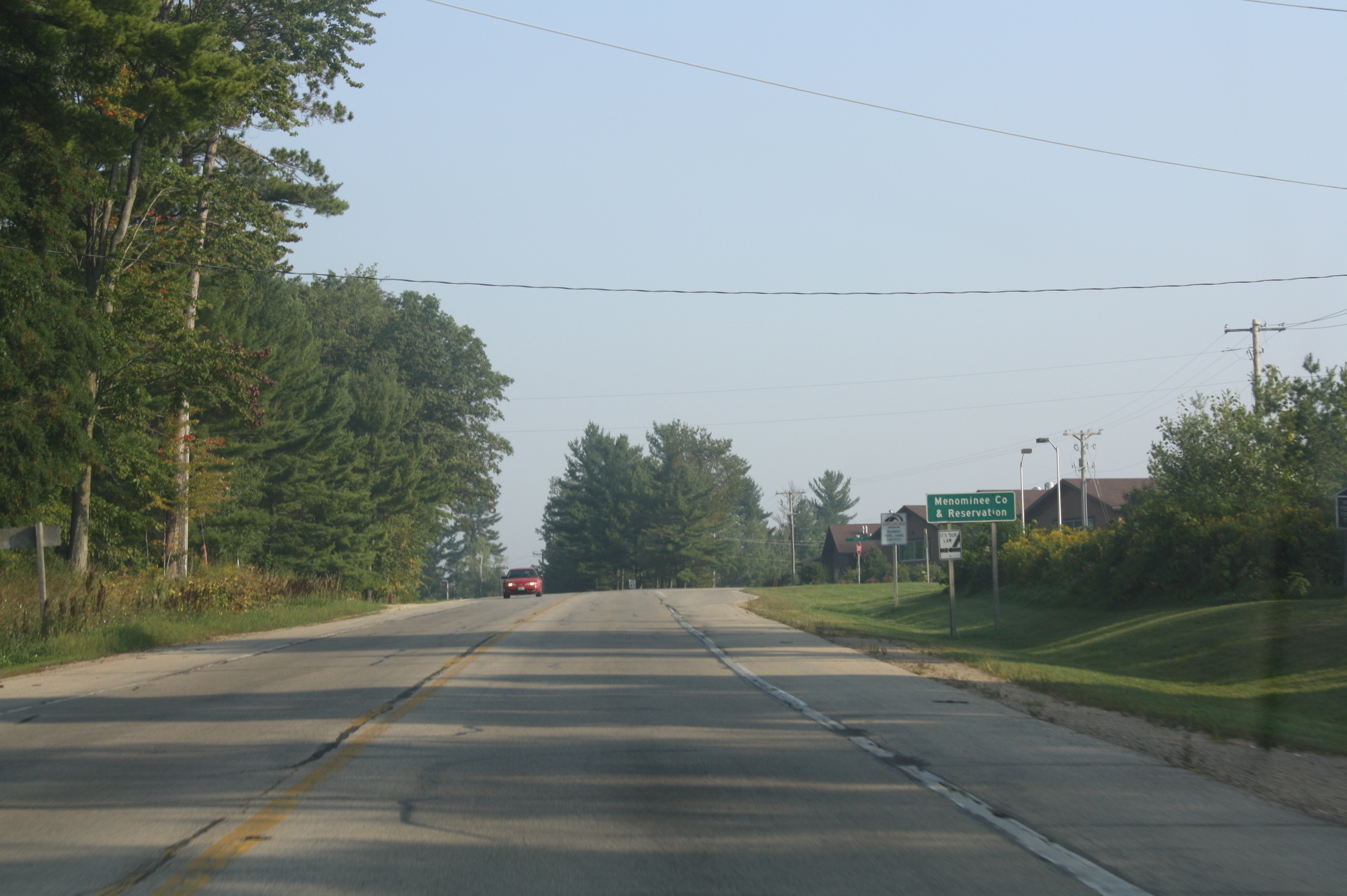
ウィスコンシン州道55号線、ケシーナ近く

### 主要高規格道路
- ウィスコンシン州道47号線
- ウィスコンシン州道55号線

### 隣接する郡
- オコント郡 - 東
- ショーノー郡 - 南
- ラングレード郡 - 北西

## 人口動態

2000人口ピラミッド

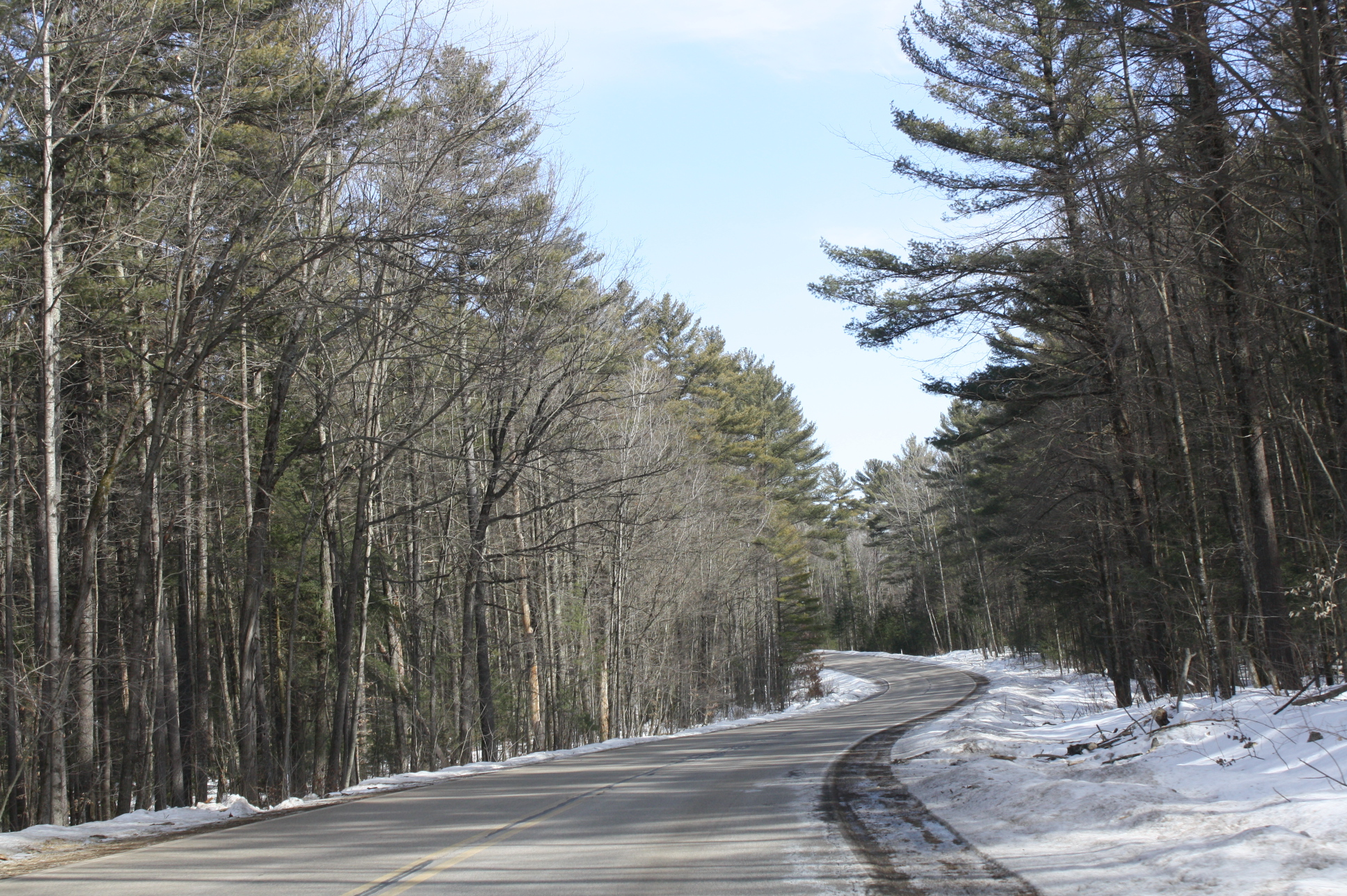
郡内の大半の土地は森林である

以下は2000年国勢調査による人口統計データである。
| 基礎データ - 人口: 4,562人 - 世帯数: 1,345 世帯 - 家族数: 1,065 家族 - 人口密度: 5人/km2（13人/mi2） - 住居数: 2,098軒 - 住居密度: 2軒/km2（6軒/mi2） 人種別人口構成 - 白人: 11.57% - アフリカン・アメリカン: 0.07% - ネイティブ・アメリカン: 87.26% - 太平洋諸島系: 0.02% - その他の人種: 0.33% - 混血: 0.75% - ヒスパニック・ラテン系: 2.67% 先祖による構成 - ドイツ系：5.0% 言語による構成 - 英語：89.8% - メノミニー語：7.0% - モン語：1.6% | 年齢別人口構成 - 18歳未満: 38.9% - 18-24歳: 8.4% - 25-44歳: 24.7% - 45-64歳: 19.5% - 65歳以上: 8.5% - 年齢の中央値: 28歳 - 性比（女性100人あたり男性の人口） - 総人口: 97.3 - 18歳以上: 92.3 世帯と家族（対世帯数） - 18歳未満の子供がいる: 42.2% - 結婚・同居している夫婦: 42.5% - 未婚・離婚・死別女性が世帯主: 26.6% - 非家族世帯: 20.8% - 単身世帯: 16.5% - 65歳以上の老人1人暮らし: 6.4% - 平均構成人数 - 世帯: 3.35人 - 家族: 3.66人 |

## 都市と町
メノミニー郡は法人化された町が無いことで、州内3郡しかないものの1つである（他にフローレンス郡とバーネット郡に法人化された町が無い）。
| 町                       | 未編入の町 | ゴーストタウン |
| ------------------------ | --- | -------------- |
| - メノミニー町、郡と共存 | - ケシーナ、国勢調査指定地域（CDP) - 郡庁所在地 - ケシーナフォールズ - レジェンドレイク（CDP) - ミドルビレッジ（CDP、部分） - ネオピット（CDP) - ゾーア（CDP) | - ピーロート   |